# Christian von Treskow
Christian von Treskow (* 4. Dezember 1968 in Wolfenbüttel) ist ein deutscher Regisseur und ehemaliger Intendant.

## Leben
Von 1989 bis 1992 studierte von Treskow Germanistik, Geschichte und Philosophie an der Universität zu Köln und arbeitete während dieser Zeit als Regieassistent unter anderem am Deutschen Schauspielhaus in Hamburg.
1992 folgte ein Regiestudium an der Hochschule für Schauspielkunst „Ernst Busch“ Berlin, welches er 1996 mit einem Diplom abschloss. Für eine Spielzeit war er danach als Hausregisseur am  Deutschen Theater Berlin tätig, wo er mit Thomas Ostermeier die Spielstätte Baracke leitete. 1997 gründete von Treskow in Berlin die freie Gruppe Theater Oklahoma.
Ab 1998 folgte eine langjährige Tätigkeit als freischaffender Regisseur mit über 40 Inszenierungen an deutschsprachigen staatlichen Bühnen sowie in Frankreich und der Schweiz, darunter Genf, Wien (Burgtheater), Köln (Bühnen der Stadt Köln), Jena (Theaterhaus Jena), Lyon, Erlangen (Das Theater Erlangen), Bremen (Theater Bremen), Karlsruhe und Wuppertal. Daneben war er als  Schauspiel- und Regiepädagoge tätig.
Seit 2005 arbeitete er regelmäßig an den Wuppertaler Bühnen. Zu Beginn der Spielzeit 2009/10 (August 2009) hatte er als Schauspielintendant zusammen mit Johannes Weigand, der den Opernbereich leitete, als Doppelspitze den Generalintendanten Gerd Leo Kuck abgelöst.
Seine Inszenierung des Aischylos-Dramas Die Eumeniden hatte am 30. Oktober 2020 im Anhaltischen Theater Dessau Premiere.

## Inszenierungen (Auswahl)
- 2005: Felicia Zeller: Schule des Erfolg (Theater Freiburg)
- 2018: Bertolt Brecht: Der Untergang des Egoisten Johann Fatzer (Theater Augsburg)

## Ehrungen
Christian von Treskow erhielt 2004 den Erlanger Theaterpreis und den Impulse-Preis, 2007 den AZ-Stern, sowie 2008 den Bayerischen Theaterpreis.

## Belege
1. ↑  Georg Kasch: Christian von Treskow inszeniert den dritten Teil von Aischylos’ "Orestie" als Kampf zwischen Matri- und Patriarchat: „Rasend und freundlich“, Premieren-Rezension auf nachtkritik.de vom 30. Oktober 2020, abgerufen am 31. Oktober 2020

| Personendaten    | Personendaten                     |
| ---------------- | --------------------------------- |
| NAME             | Treskow, Christian von            |
| KURZBESCHREIBUNG | deutscher Regisseur und Intendant |
| GEBURTSDATUM     | 4. Dezember 1968                  |
| GEBURTSORT       | Wolfenbüttel                      |